# Folke Bülow
Folke Wilhelm Mateus Bülow, född 24 februari 1905 i Motala, död 26 juli 1955 i Rogslösa, Östgöta-Dals landskommun, Östergötland var en svensk målare och grafiker. 
Bülow studerade vid Blombergs målarskola samt vid Konstakademien i Stockholm 1926–1929 och vid Maison Watteau i Paris 1929–1930 samt under resor till bland annat Norge och Paris. Han ställde ut separat i bland annat Stockholm, Örebro, Tranås och Linköping samt medverkade i Östgöta konstförenings och Sveriges allmänna konstförenings utställningar.
Bland hans offentliga arbeten märks väggmålningar med motiv ur Fritiofs saga på Odinsborgs Världshus i Gamla Uppsala.  
Hans konst består av figurkompositioner, porträtt, interiörer, landskap och stadsbilder ofta som snömotiv, hans grafik och teckningar består ofta med motiv från kaféer och danslokaler.